# Tropidophis feicki
Espèce
Statut CITES
Tropidophis feicki est une espèce de serpents de la famille des Tropidophiidae.

## Répartition
Cette espèce est endémique de Cuba.

## Description
C'est un serpent vivipare.

## Étymologie
Cette espèce est nommée en l'honneur de John R. Feick qui a collecté le premier spécimen.

## Publication originale
- Schwartz, 1957 : A new species of boa (genus Tropidophis) from western Cuba. American Museum Novitates, n. 1839, p. 1-8 (texte intégral).